# Бързина (река)
Бързина е река в Северозападна България, Дунавската равнина, област Враца – общини Борован, Хайредин и Мизия, ляв приток на река Скът, от басейна на Огоста. Дължината ѝ е 37 км.
Река Бързина се образува от суходолие, което започва на 3,5 км западно от село Борован и до село Малорад тече под името Батлак. Тече в северна посока през Дунавската равнина и е с малък наклон, предпоставка за образуване на меандри. След село Ботево завива на изток и при село Липница се влива отляво в река Скът на 57 м н.в.
Площта на водосборния басейн на реката е 244 км2, което представлява 22,7% от водосборния басейн на река Скът. основен приток на Бързина е река Сираковска бара, вливаща се отдясно.
По течението ѝ са разположени 5 села:
- Община Борован – Малорад;
- Община Хайредин – Рогозен, Бързина и Ботево
- Община Мизия – Липница

Водите на Бързина се използват главно за напояване, като за целта по течението ѝ са изградени микроязовирите „Рогозен“ и „Бързина“, а също и по малките ѝ къси притоци.
В най-долното течение на Бързина, на 43°34′54″ с. ш. 23°47′48″ и. д. / 43.581667° с. ш. 23.796667° и. д. се намират останките на „Толов мост“, по който през 1876 г. четата на Христо Ботев преминава реката на път към Стара планина.

## Топографска карта
- Лист от карта K-34-24. Мащаб: 1 : 100 000.